# Maccullochella peelii peelii
O bacalhau-de-murray ou bacalhau-do-rio-australiano (Maccullochella peelii peelii) é um grande peixe predador de água doce da Austrália, do gênero Maccullochella e da família Percichthyidae. Embora a espécie seja denominada bacalhau no vernáculo, ela não está relacionada às espécies de bacalhau marinho do Hemisfério Norte (Gadus). Este peixe é encontrado na Bacia Murray-Darling, na Austrália. É o maior peixe de água doce do país .
As populações de bacalhau-de-Murray caíram severamente desde a colonização européia da Austrália devido a várias causas, incluindo pesca excessiva, regulação de rios e degradação de habitats, chegando ao estado de espécie ameaçada. No entanto, a espécie veio se recuperando sendo possível encontrar o peixe em grande quantidades na bacia Murray-Darling.
Este peixe chega a atingir 180 cm de comprimento, 113 kg e uma vida estimada em 70 anos. 
O murray é muito territorial, normalmente oculta-se numa cova ou buraco na rocha e controla o seu território. Alimenta-se de insetos, rãs, cobras, peixes e demais animais de menor porte.